# Round robin (informatyka)
Round robin (z ang. „algorytm karuzelowy”) – najprostszy algorytm szeregowania dla procesów w systemie operacyjnym, który przydziela każdemu procesowi odpowiednie przedziały czasowe, nie uwzględniając żadnych priorytetów. W związku z tym wszystkie procesy mają ten sam priorytet. W mechanizmach szeregowania używających priorytetów, często mechanizmu round robin używa się w stosunku do procesów o tym samym priorytecie. 
Algorytm szeregowania rozpoczyna od pierwszego procesu w tablicy PDB (ang. Process Descriptor Block), przydzielając każdej aplikacji po kolei czas procesora. Dużą zaletą algorytmu round robin jest jego prostota i łatwość implementacji programowej. 